# فاليري بتروف
فاليري بتروف هو صحفي ومحرر ودبلوماسي وكاتب وكاتب طبي وكاتب مسرحي وطبيب وكاتب سيناريو ومترجم وشاعر وسياسي بلغاري، ولد في 22 أبريل 1920 في صوفيا في بلغاريا، وتوفي بنفس المكان في 27 أغسطس 2014 بسبب سكتة دماغية. نشط حزبياً في الحزب الشيوعي البلغاري. وقد انتخب عضو الجمعية الوطنية البلغارية ‏.

## وصلات خارجية
- فاليري بتروف على موقع IMDb (الإنجليزية)
- فاليري بتروف على موقع ألو سيني (الفرنسية)
- فاليري بتروف على موقع قاعدة بيانات الفيلم (الإنجليزية)
- فاليري بتروف على موقع كينوبويسك (الروسية)